# Rhodambulyx
Genre
Le genre Rhodambulyx regroupe des insectes lépidoptères de la famille des Sphingidae, de la sous-famille des Smerinthinae et de la tribu des Smerinthini. 

## Systématique
- Le genre Rhodambulyx a été décrit par l’entomologiste australien Rudolf Emil Mell en 1939 .

### Liste des espèces
Selon BioLib (4 avril 2023) :
- Rhodambulyx davidi Mell, 1939
- Rhodambulyx hainanensis Brechlin, 2001
- Rhodambulyx haxairei Melichar, Řezáč & Horecký, 2014
- Rhodambulyx kitchingi Brechlin, 2015
- Rhodambulyx schnitzleri Cadiou, 1990
- Rhodambulyx xinyuae Xu, Melichar & He, 2022